# Ljudski virus korona HKU1
Ljudski virus korona HKU1 (HCoV-HKU1) vrsta je koronavirusa, prvi put otkrivena 2015. godine  koja potiče od zaraženih miševa. Kod ljudi, infekcija rezultuje najčešče bolešću gornjih disajnih puteva sa simptomima prehlade, ali može preći i u upalu pluća i bronhiolitis.

## Istorija
Prvi put je otkriven u januaru 2005. godine kod dvoje pacijenata u Hong Kongu, od toga kod 71-godišnjaka koji je bolnički lečen sa akutnim respiratornim distres sindromom i radiolografski potvrđenom obostranom pneumonijom. Oboleli muškarac se nedavno vratio u Hongkong iz kineskog grada Šendžen.

## Epidemiologija
Skrining analizom SARS-negativnih nazofaringealnih aspirata pacijenata sa respiratornim bolestima tokom epidemije SARS-a između 2002. i 2003, utvrđeno je prisustvo CoV-HKU1 RNA u uzolatu uzetom od 35-godišnje žene s upalom pluća.
Nakon početnih izveštaja o otkriću HCoV-HKU1, virus je otkriven iste godine kod 10 pacijenata na severu Australije. Respiratorni uzorci su sakupljeni između maja i avgusta (zima u Australiji). Istraživači su otkrili da je većina pozitivnih uzoraka za HCoV-HKU1 potekla od dece u poslednjim zimskim mesecima.
Prve poznate slučajeve na zapadnoj hemisferi otkrili su u decembru 2002. klinički virolozi u bolnici Yale-New Haven у Nju Hejvenu (Konerktikat), iznenađeni pojavom HCoV-HKU1 u njihovom području. Odmah je sprovedene studije sa 851 novorođenčadi i dece, u periodu od 7 nedelja od decembra 2001. do februara 2002. Deca su takođe podvrgnuta testiranju na humani respiratorni sincicijski virus (RSV), parainfluenca virus (tipovi 1–3), viruse. gripe A i B i adenoviruse koristeći direktno imunofluorescentno ispitivanje, kao i humani metapneumovirus i HCoV-NH reakcijom u stvarnom vremenu lančane polimeraze (RT-PCR). Od 851 dece, dva ispitanika bila je pozitivna na HCoV-HKU1, a ostalih 849 negativno. Istraživači su objavili da je soj izolovan u Nju Hejvenu sličan soju koji je pronađen u Hong Kongu.
Ovaj soj pronađen u Nju Hejvenu ponekad je poznat i kao HCoV-NH (po gradu Nju Hejvenu, u kome je i otkriven).
U julu 2005. prijavljeno je šest slučajeva u Francuskoj. U tim slučajevima francuski istraživači koristili su poboljšane tehnike za uzimanje virusa iz uzoraka aspirata nazofarinksa i stolice.

## Virologija
Virus korona HCoV-HKU1 je jedan od sedam poznatih koronavirusa koji inficiraju ljude, uključujući:
- HCoV-229E,
- HCoV-NL63,
- HCoV-OC43,
- MERS-CoV,
- izvorni SARS-CoV (ili SARS-CoV-1),
- SARS-CoV-2.[10]

Tokom istraživanja nije uspeo pokušaj otkrića čelijskih linije iz HCoV-HKU1, ali je bio uspešno dobijanje kompletne genomske sekvencu.
Kompletna sekvenca genoma CoV-HKU1 je 29,926 nukleotida, poliadenilirana RNA, sa sadržajem G + C od 32%, najniži među svim poznatim koronavirusima sa dostupnim sekvencom genoma. Filogenetska analiza otkriva da je CoV-HKU1 novi koronavirus grupe 2, i da je najviše srodan sa mišjim virusom hepatitisa (MHV). Po tome se on razlikuje od ostalih poznatih humanih betakoronavirusa, kao što je npr. HCoV-OC43.

## Spoljašnje veze
|  | Molimo Vas, obratite pažnju na važno upozorenje u vezi sa temama iz oblasti medicine (zdravlja). |